# Campionat capverdià de futbol 2005
La temporada 2005 de la Lliga capverdiana de futbol fou la 26a edició d'aquesta competició de futbol de Cap Verd. Va començar el 14 de maig i va finalitzar el 16 de juliol, abans que l'any anterior. El torneig estava organitzat per la Federació Capverdiana de Futbol (FCF). El club FC Derby va guanyar el seu 3r títol, però no va aconseguir entrar a la Champions League de la CAF 2006. Cap equip es va classificar per a la Copa Confederació africana de futbol del 2006.
El Sal-Rei FC era el defensor del títol. Van participar en la competició un total de 12 clubs, un de cada lliga insular, i un més com a guanyador del títol de la temporada anterior. Aquesta va ser la primera temporada a tenir 12 participants.
Aquesta temporada va batre el rècord nacional pel que fa a anotacions; es van marcar un total de 146 gols. El Derby es va imposar per 10-1 a l'Académica de Porto Novo. Posteriorment, l'Sporting Praia va marcar 6 gols contra el Morabeza, dues setmanes després va anotar 13 gols (rècord absolut) contra l'Estância Baixo, i va marcar 6 gols contra el Sal Rei a la ronda de semifinals. Un altre rècord fou el del jugador Zé di Tchétcha de l'Sporting Praia, que va anotar 14 goals, un registre que continua sense batre's des de 2015. L'enfrontament entre el Flor Jovem i el Paulense es va cancel·lar i cap dels dos va passar a la fase final.

## Clubs participants
- Sal-Rei FC, guanyador del Campionat capverdià de futbol 2004
- Desportivo Estância Baixo, finalista de la Lliga de Boa Vista de futbol
- SC Morabeza, guanyador de la Lliga de Brava de futbol
- Associação Académica do Fogo, guanyador de la Lliga de Fogo de futbol
- Onze Unidos, guanyador de la Lliga de Maio de futbol
- Académica do Sal, guanyador de la Lliga de Sal de futbol
- Paulense Desportivo Clube, guanyador de la Lliga de Santo Antão de futbol (Nord)
- Associação Académica do Porto Novo, guanyador de la Lliga de Santo Antão de futbol (Sud)
- Desportivo Ribeira Brava, guanyador de la Lliga de São Nicolau de futbol
- FC Derby, guanyador de la Lliga de São Vicente de futbol
- Flor Jovem, guanyador de la Lliga de Santiago de futbol (Nord)
- Sporting Clube da Praia, guanyador de la Lliga de Santiago de futbol (Sud)

### Informació sobre els clubs
| Club                               | Seu                   |
| ---------------------------------- | --------------------- |
| Associação Académica do Fogo       | São Filipe            |
| Associação Académica do Porto Novo | Porto Novo            |
| Académica do Sal                   | Espargos              |
| FC Derby                           | Mindelo               |
| Desportivo Estância Baixo          | Estância de Baixo     |
| Flor Jovem                         | Calheta de São Miguel |
| SC Morabeza                        | Vila Nova Sintra      |
| Onze Unidos                        | Vila do Maio          |
| Paulense Desportivo Clube          | Paúl                  |
| Desportivo Ribeira Brava           | Ribeira Brava         |
| Sal-Rei FC                         | Sal Rei               |
| Sporting Clube da Praia            | Praia                 |

## Classificació

### Grup A
| Pos. | Equip                        | PJ | PG | PE | PP | GF | GC | Dif.G | Pts. |
| ---- | ---------------------------- | -- | -- | -- | -- | -- | -- | ----- | ---- |
| 1    | Associação Académica do Sal  | 5  | 4  | 1  | 0  | 10 | 4  | +6    | 13   |
| 2    | Sal-Rei FC                   | 5  | 3  | 1  | 1  | 9  | 6  | +3    | 10   |
| 3    | Associação Académica do Fogo | 5  | 2  | 1  | 2  | 10 | 7  | +3    | 10   |
| 4    | Paulense Desportivo Clube    | 4  | 1  | 1  | 2  | 7  | 6  | +1    | 4    |
| 5    | Desportivo Ribeira Brava     | 5  | 0  | 3  | 2  | 4  | 9  | -5    | 3    |
| 6    | Flor Jovem                   | 4  | 0  | 1  | 3  | 4  | 12 | -8    | 1    |

### Grup B
| Pos. | Equip                              | PJ | PG | PE | PP | GF | GC | Dif.G | Pts. |
| ---- | ---------------------------------- | -- | -- | -- | -- | -- | -- | ----- | ---- |
| 1    | Sporting Clube da Praia            | 5  | 4  | 1  | 0  | 24 | 2  | +22   | 13   |
| 2    | FC Derby                           | 5  | 4  | 1  | 0  | 23 | 3  | +20   | 13   |
| 3    | Onze Unidos                        | 5  | 3  | 0  | 2  | 11 | 7  | +4    | 9    |
| 4    | Associação Académica do Porto Novo | 5  | 2  | 0  | 3  | 9  | 18 | -9    | 6    |
| 5    | Desportivo Estância Baixo          | 5  | 1  | 0  | 4  | 7  | 26 | -19   | 3    |
| 6    | SC Morabeza                        | 5  | 0  | 0  | 5  | 4  | 22 | -18   | 0    |

## Resultats
| Ribeira Brava        | 0 - 3 | Paulense      | 14 maig |
| Académica Fogo       | 0 - 1 | Sal Rei       | 14 maig |
| Flor Jovem           | 1 - 2 | Académica Sal | 5 juny  |
| Estância Baixo       | 1 - 2 | Derby         | 14 maig |
| Académica Porto Novo | 3 - 1 | Morabeza      | 14 maig |
| Sporting Praia       | 2 - 0 | Onze Unidos   | 5 juny  |

| Paulense      | 2 - 2  | Académica Fogo       | 21 maig |
| Académica Sal | 1 - 1  | Ribeira Brava        | 21 maig |
| Sal Rei       | 3 - 1  | Flor Jovem           | 21 maig |
| Derby         | 10 - 1 | Académica Porto Novo | 21 maig |
| Onze Unidos   | 5 - 1  | Estância Baixo       | 21 maig |
| Morabeza      | 1 - 6  | Sporting Praia       | 22 maig |

| Paulense             | 1 - 2 | Académica Sal  | 28 maig |
| Ribeira Brava        | 2 - 2 | Sal Rei        | 28 maig |
| Académica Fogo       | 6 - 1 | Flor Jovem     | 28 maig |
| Derby                | 3 - 0 | Onze Unidos    | 28 maig |
| Estância Baixo       | 3 - 2 | Morabeza       | 28 maig |
| Académica Porto Novo | 0 - 2 | Sporting Praia | 28 maig |

| Académica Sal  | 3 - 0  | Académica Fogo       | 11 juny |
| Sal Rei        | 2 - 1  | Paulense             | 11 juny |
| Flor Jovem     | 1 - 1  | Ribeira Brava        | 11 juny |
| Onze Unidos    | 3- 1   | Académica Porto Novo | 11 juny |
| Sporting Praia | 13 - 0 | Estância Baixo       | 11 juny |
| Morabeza       | 0 - 7  | Derby                | 12 juny |

| Académica Sal        | 2 - 1      | Sal Rei        | 18 juny |
| Académica Fogo       | 2 - 0      | Ribeira Brava  | 18 juny |
| Flor Jovem           | cancel·lat | Paulense       | 19 juny |
| Onze Unidos          | 3 - 0      | Morabeza       | 18 juny |
| Sporting Praia       | 1 - 1      | Derby          | 18 juny |
| Académica Porto Novo | 4 - 2      | Estância Baixo | 18 juny |

## Fase final
|  | Semifinals | Semifinals              | Semifinals | Semifinals | Semifinals |   |                         | Final | Final | Final | Final | Final |
|  |            |                         |            |            |            |   |                         |       |       |       |       |       |
|  |            | Sal-Rei FC              | 2          | 1          | 3          |   |                         |       |       |       |       |       |
|  |            | Sporting Clube da Praia | 1          | 6          | 7          |   |                         |       |       |       |       |       |
|  |            | Sporting Clube da Praia | 1          | 6          | 7          |   | Sporting Clube da Praia | 1     | 3     | 4     |       |       |
|  |            |                         |            |            |            |   | Sporting Clube da Praia | 1     | 3     | 4     |       |       |
|  |            |                         | FC Derby   | 1          | 4          | 5 |                         |       |       |       |       |       |
|  |            | FC Derby                | FC Derby   | 1          | 4          | 5 | 4                       | 0     | 4     |       |       |       |
|  |            | FC Derby                |            |            |            |   | 4                       | 0     | 4     |       |       |       |
|  |            | Académica do Sal        | 1          | 0          | 1          |   |                         |       |       |       |       |       |

### Semifinals
| Sal-Rei FC         | 2:1 | Sporting Clube da Praia |
| ------------------ | --- | ----------------------- |
| Ravs 40' · Cai 90' |     | João di Lélé 2'         |

 Sal Rei
| FC Derby                                   | 4:1 | Académica do Sal |
| ------------------------------------------ | --- | ---------------- |
| Neu 12' · Amadeu 29' · Pate 78' · Bafa 81' |     | Bento 34'        |

 Estadio Alcindo Nascimento
Mindelo
| Sporting Clube da Praia                        | 6:1 | Sal-Rei FC |
| ---------------------------------------------- | --- | ---------- |
| Zé di Tchetcha · João di Lélé · Gerson · Di II |     | Ravs       |

 Estádio da Várzea
Praia
| Académica do Sal | 0:0 | FC Derby |
| ---------------- | --- | -------- |
|                  |     |          |

 Espargos

### Final
| Sporting Clube da Praia | 1:1 | FC Derby |
| ----------------------- | --- | -------- |
| Di I 43'                |     | Kely 56' |

 Estádio da Várzea
Praia
| FC Derby                              | 4:3 | Sporting Clube da Praia                                 |
| ------------------------------------- | --- | ------------------------------------------------------- |
| Paty 15' 48' · Tubola 41' · Djica 80' |     | Kula (pròpia porta) 85' · Di I 87' · Zé di Tchetcha 90' |

 Estadio Alcindo Nascimento
Mindelo
| Guanyador FC Derby 3r títol |

## Estadístiques
- Màxim golejador: Zé di Tchecha (14 gols) (Sporting Praia)
- Victòria més àmplia: Sporting Praia 13-0 Estância Baixo (11 juny)